# Чонсі (Джорджія)
Чонсі (англ. Chauncey) — місто (англ. city) в США, в окрузі Додж штату Джорджія. Населення — 289 осіб (2020).

## Географія
Чонсі розташоване за координатами 32°6′24″ пн. ш. 83°3′54″ зх. д. / 32.10667° пн. ш. 83.06500° зх. д. (32.106621, -83.064919).  За даними Бюро перепису населення США в 2010 році місто мало площу 4,47 км², з яких 4,47 км² — суходіл та 0,00 км² — водойми.

## Демографія
Згідно з переписом 2010 року, у місті мешкали 342 особи в 142 домогосподарствах у складі 98 родин. Густота населення становила 76 осіб/км².  Було 165 помешкань (37/км²).
Расовий склад населення:
| - 64,9 % — білих - 33,9 % — чорних або афроамериканців |

До двох чи більше рас належало 1,2 %. Частка іспаномовних становила 3,5 % від усіх жителів.
За віковим діапазоном населення розподілялося таким чином: 20,8 % — особи молодші 18 років, 64,3 % — особи у віці 18—64 років, 14,9 % — особи у віці 65 років та старші. Медіана віку мешканця становила 46,3 року. На 100 осіб жіночої статі у місті припадало 107,3 чоловіків;  на 100 жінок у віці від 18 років та старших — 103,8 чоловіків також старших 18 років.
Середній дохід на одне домашнє господарство  становив 43 889 доларів США (медіана — 31 719), а середній дохід на одну сім'ю — 45 756 доларів (медіана — 31 875). За межею бідності перебувало 33,9 % осіб, у тому числі 47,5 % дітей у віці до 18 років та 20,5 % осіб у віці 65 років та старших.
Цивільне працевлаштоване населення становило 136 осіб. Основні галузі зайнятості: публічна адміністрація — 30,1 %, освіта, охорона здоров'я та соціальна допомога — 19,1 %, виробництво — 16,2 %.